# Severni jelen (ozvezdje)
Severni jelen (latinsko Rangifer oziroma Tarandus) je bilo majhno ozvezdje, ki se je nahajalo med ozvezdjema Žirafa in Kasiopeja.

## Zgodovina
Ozvezdje Severni jelen je ustvaril francoski astronom Pierre Charles Le Monnier leta 1736, da bi se poklonil spominu ekspedicije Maupertuisa na Laponsko. Ozvezdje se ne uporablja več.